# Schweizerisches Aktionskomitee für Frauenstimmrecht
Das Schweizerische Aktionskomitee für Frauenstimmrecht wurde 1945 gegründet. An der Gründung waren nicht nur zahlreiche Frauenvereine beteiligt, sondern auch politische Männerorganisationen. Erklärtes Ziel des Aktionskomitees war es, durch Propaganda, Aktionszentren und staatsbürgerlicher Bildung der Frauen das Terrain für eine nationale Frauenstimmrechtsabstimmung vorzubereiten.
Siehe auch: Frauenstimmrecht in der Schweiz